# Creysseilles
Creysseilles település Franciaországban, Ardèche megyében. Lakosainak száma 156 fő (2022. január 1.). Creysseilles Ajoux, Pourchères, Pranles, Saint-Étienne-de-Serre és Veyras községekkel határos.

## Népesség
A település népességének változása:
| Lakosok száma | 114  | 107  | 116  | 131  | 126  | 137  | 147  | 151  | 153  | 156  |
|               | 1968 | 1982 | 1990 | 2006 | 2013 | 2015 | 2017 | 2019 | 2020 | 2022 |